# Медаль «Будівничий України»
Медаль Будівничий України — найвища громадська нагорода Всеукраїнського товариства «Просвіта» ім. Тараса Шевченка за значні заслуги в політичній, громадській, науковій, культурній і освітянській діяльності та розбудові незалежної України.

## Історія нагороди
Заснована в 1995 році Всеукраїнським товариством «Просвіта» ім. Тараса Шевченка. Поширюється на правовідносини, пов'язані з нагородженням просвітянських діячів.

## Статут відзнаки
Медаль Будівничий України вручається політичним і громадським діячам України, іноземним громадянам та особам без громадянства залежно від їх заслуг в розбудові незалежної України. Медаль маює окрему нумерацію. Медаль вручає голова Всеукраїнського товариства «Просвіта» ім. Тараса Шевченка або за його уповноважені представники.

## Опис медалі
Медаль виготовляється зі сплаву з позолотою і має вигляд металевого знаку круглої форми із зображенням відкритої книги від якої сходить сонце. Перед книгою герб України, а з боків книга обрамлена колосками. Зверху надпис «Просвіта». За допомогою кільця з вушком медаль з'єднується з прямокутною колодкою, обтягнутою синьо-жовтою стрічкою. На зворотному боці колодки розміщено застібку для прикріплення медалі до одягу.